# Sveta Trojica (Bloke, Slovenija)
Sveta Trojica je naselje u slovenskoj Općini Bloki. Sveta Trojica se nalazi u pokrajini Notranjskoj i statističkoj regiji Notranjsko-kraškoj. 

## Stanovništvo
Prema popisu stanovništva iz 2002. godine naselje je imalo 8 stanovnika.